# Meridià 86 a l'est
El meridià 86 a l'est de Greenwich és una línia de longitud que s'estén des del pol Nord travessant l'oceà Àrtic, Àsia, l'oceà Índic, l'oceà Antàrtic i l'Antàrtida fins al pol Sud.
El meridià 86 a l'est forma un cercle màxim amb el meridià 94 a l'oest. Com tots els altres meridians, la seva longitud correspon a una semicircumferència terrestre, uns 20.003,932 km. Al nivell de l'Equador, és a una distància del meridià de Greenwich de 9.573 km.

## De Pol a Pol
Començant en el pol Nord i dirigint-se cap al pol Sud, aquest meridià travessa:
| Coordenades                             | País, territori o mar        | Notes |
| --------------------------------------- | ---------------------------- | --- |
| 90° 0′ N, 86° 0′ E / 90.000°N,86.000°E  | Oceà Àrtic                   | |
| 81° 8′ N, 86° 0′ E / 81.133°N,86.000°E  | Mar de Kara                  | |
| 74° 50′ N, 86° 0′ E / 74.833°N,86.000°E | Rússia                       | Krai de Krasnoiarsk |
| 74° 17′ N, 86° 0′ E / 74.283°N,86.000°E | Golf de Piasino              | |
| 73° 50′ N, 86° 0′ E / 73.833°N,86.000°E | Rússia                       | Krai de Krasnoiarsk Óblast de Tomsk — de 59° 57′ N, 86° 0′ E / 59.950°N,86.000°E Óblast de Kémerovo — de 56° 28′ N, 86° 0′ E / 56.467°N,86.000°E Krai de l'Altai — de 54° 1′ N, 86° 0′ E / 54.017°N,86.000°E República de l'Altai — de 52° 5′ N, 86° 0′ E / 52.083°N,86.000°E |
| 49° 30′ N, 86° 0′ E / 49.500°N,86.000°E | Kazakhstan                   | |
| 48° 27′ N, 86° 0′ E / 48.450°N,86.000°E | República Popular de la Xina | Xinjiang Tibet — de 35° 49′ N, 86° 0′ E / 35.817°N,86.000°E |
| 27° 55′ N, 86° 0′ E / 27.917°N,86.000°E | Nepal                        | |
| 26° 39′ N, 86° 0′ E / 26.650°N,86.000°E | Índia                        | Bihar Jharkhand — de 24° 45′ N, 86° 0′ E / 24.750°N,86.000°E Bengala Occidental — de 23° 28′ N, 86° 0′ E / 23.467°N,86.000°E Jharkhand — de 23° 8′ N, 86° 0′ E / 23.133°N,86.000°E Odisha — de 22° 31′ N, 86° 0′ E / 22.517°N,86.000°E Jharkhand — de 22° 26′ N, 86° 0′ E / 22.433°N,86.000°E Odisha — de 22° 17′ N, 86° 0′ E / 22.283°N,86.000°E Jharkhand — de 22° 13′ N, 86° 0′ E / 22.217°N,86.000°E Odisha — de 22° 6′ N, 86° 0′ E / 22.100°N,86.000°E |
| 19° 50′ N, 86° 0′ E / 19.833°N,86.000°E | Oceà Índic                   | |
| 60° 0′ S, 86° 0′ E / 60.000°S,86.000°E  | Oceà Antàrtic                | |
| 66° 14′ S, 86° 0′ E / 66.233°S,86.000°E | Antàrtida                    | Territori Antàrtic Australià, reclamada per Austràlia |